# Trolls et Sorcières
Trolls et Sorcières (Hellboy: The Troll Witch and Others) est un recueil d’histoires de la série Hellboy, et son huitième tome publié aux éditions Delcourt.

## Synopsis
La Penanggalan : 1985. Venu en Malaisie à la recherche du Dr. Hurwood, Hellboy découvre que le médecin est déjà mort. Il est guidé dans le pays par une jeune fille qui lui explique la mythologie locale et l'histoire du démon qui hantait les bois…
 L'Hydre et le Lion : 1961, en Alaska. Hellboy découvre la tombe d'Hercule, et le monstre qui apparut le jour où sa pierre tombale fut posée.
La Sorcière-Troll : Rendu en Norvège pour enquêter sur des meurtres attribués à des trolls, Hellboy rencontre une étrange créature qui lui raconte ses origines, ainsi que celles de sa sœur, liées au filtre d'une vieille sorcière.
Le Vampire de Prague : Pour vaincre le Vampire de Prague, en plus du traditionnel combat, Hellboy va devoir disputer avec lui une partie de poker.
L'Expérience du Dr. Carp : Une équipe du BPRD étudie la demeure abandonnée du Dr. Carp, ancien membre de la fraternité héliopique de Ra. En entrant dans une chambre forte, il est projeté dans le temps, et confronté aux hommes du Dr. Carp : son sang est prélevé et injecté à un singe, qui se transforme…
La Goule ou Réflexions sur la Mort et la poésie des vers : À Londres, Pauline Raskin, du BPRD et Hellboy, recherchent Edward Stokes, suspecté d'être une goule…
Makoma ou un récit raconté par une momie au Club des explorateurs de New York, le 16 août 1993 : Accueilli au Club des explorateurs New-Yorkais, Hellboy fait face à une momie et se souvient d'un évènement survenu lors de son enfance, en Afrique. Il entend également la momie lui raconter une légende Africaine : celle de Makoma…

## Commentaires
- Le volume se clôt par un carnet de croquis et une galerie d'illustrations.

## Publication
- Hellboy: The Penanggalan 2004
- Hellboy: The Hydra and the Lion 2006
- Hellboy: The Troll Witch 2004
- Hellboy: Dr. Carp's Experiment 2003
- Hellboy: The Ghoul 2005
- Hellboy: The Vampire of Prague
- Hellboy: Makoma (#1-2, 2006)
- Hellboy: The Troll Witch and Others (TPB, 2007)
- Delcourt (collection « Contrebande »), 2008